# КК Черкаски мавпи
КК Черкаски мавпи (укр. БК Черкаські мавпи) је украјински кошаркашки клуб из Черкасија. У сезони 2017/18. такмичи се у Суперлиги Украјине.

## Историја
Клуб је основан 2003. године. Пласман у Суперлигу Украјине по први пут је изборио 2005. године, а у сезони 2017/18. био је и првак овог такмичења.
На европској сцени дебитовао је у сезони 2006/07. учешћем у ФИБА Еврокуп челенџу и том приликом успео да се пробије до четвртфинала. У сезони 2007/08. играо је у ФИБА Еврокупу, а елиминисан је у групној фази.

## Успеси

### Национални
- Првенство Украјине:
  - Првак (1): 2018.

## Познатији играчи
- Морис Алмонд
- Драгољуб Видачић
- Томас Делининкајтис
- Владислав Драгојловић
- Феликс Којадиновић
- Иван Кољевић
- Марко Љубичић
- Мирослав Марковић
- Миљан Пуповић
- Жарко Ракочевић
- Војдан Стојановски

## Познатији тренери
- Јовица Арсић